# Heinrich Holtzmann

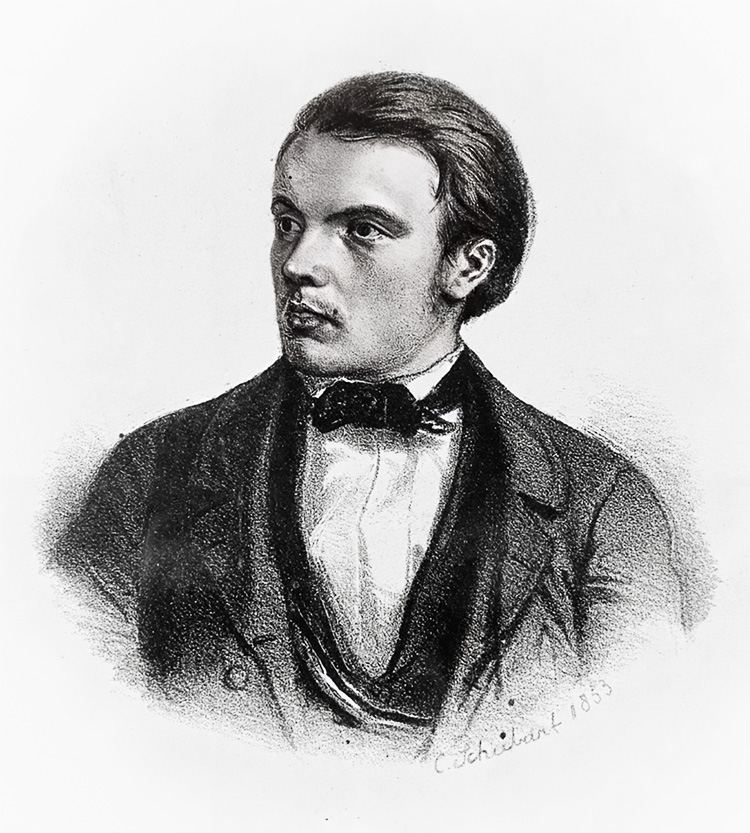
Heinrich Holtzmann als Student

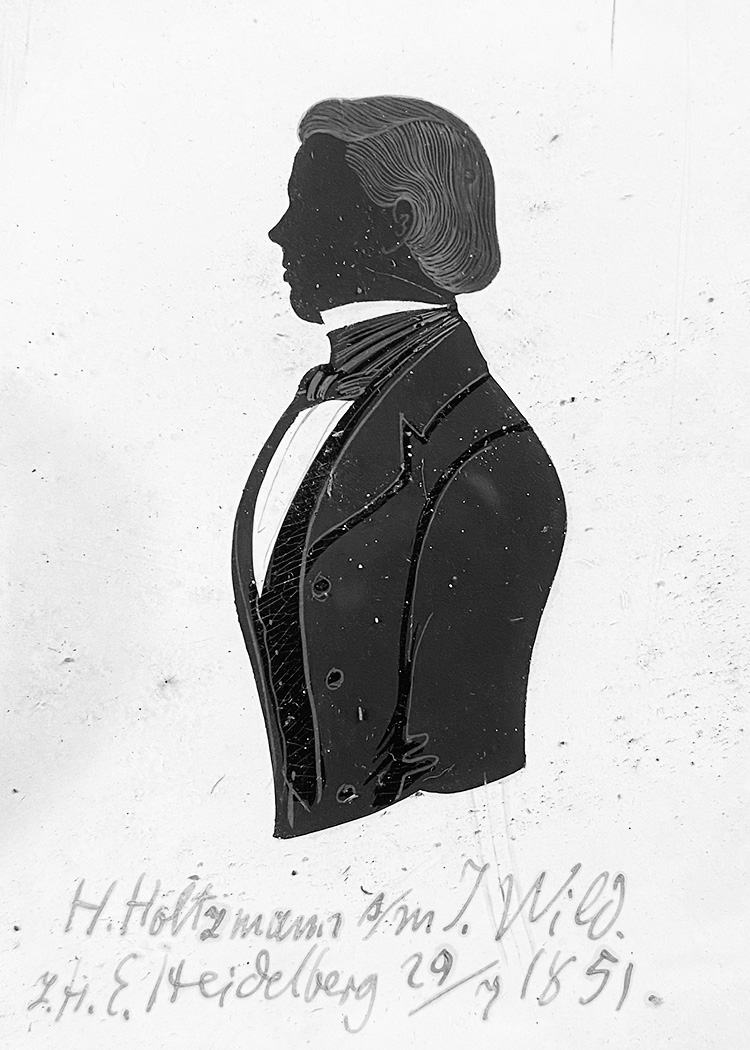
Studentischer Schattenriss von Holtzmann

Heinrich Julius Holtzmann (* 17. Mai 1832 in Karlsruhe; † 4. August 1910 in Baden-Baden-Lichtental) war ein deutscher evangelischer Theologe.

## Leben
Heinrich Holtzmann, ein Sohn des Theologen Karl Julius Holtzmann, studierte von 1850 bis 1854 in Heidelberg und Berlin Evangelische Theologie. Prägende Lehrer waren Wilhelm Vatke und Richard Rothe. Er wurde als Student Mitglied im Berliner und Heidelberger Wingolf, welche er 1869 verließ. Nach der Promotion zum Lizenziaten 1858 arbeitete er zuerst als Lehrer am Predigerseminar. 1861 wurde er außerordentlicher, 1865 ordentlicher Professor für Theologie an der Ruprecht-Karls-Universität Heidelberg. 1874 ging er in dieser Funktion an die Universität Straßburg. Dort lehrte er bis zur Emeritierung 1904 und amtierte 1878 als Rektor. Während seiner Zeit in Straßburg näherte er sich der "protestantischen Studentenverbindung Wilhelmitana" im Schwarzburgbund an, deren Ehrenmitglied er 1882 wurde.
Holtzmann gilt als Hauptvertreter der kirchlichen Richtung des Deutschen Protestantenvereins. In seinen Schriften vereinigt er eine strenge, kritische Auffassung mit der Erfassung menschlicher, christlich-religiöser Probleme. Holtzmann war einer der bedeutendsten Vertreter der Historisch-kritischen Exegese und beschäftigte sich vor allem mit dem Neuen Testament. Schon in seinem frühen Werk Die synoptischen Evangelien, ihr Ursprung und geschichtlicher Charakter (1863) entwickelte er überzeugend die Zweiquellentheorie.
Von 1867 bis 1870 war Holtzmann für den Wahlbezirk der Stadt Heidelberg Abgeordneter in der Zweiten Kammer der Badischen Ständeversammlung.
Seine Ehefrau war die Tochter des Historikers Georg Weber. Die Frauenrechtlerin und Politikerin Adelheid Steinmann war seine Tochter. Der Historiker Robert Holtzmann und der Hygieniker Friedrich Holtzmann waren seine Söhne.

## Schriften
- Kanon und Tradition. Ein Beitrag zur neueren Dogmengeschichte und Symbolik. Riehm, Ludwigsburg 1859.
- Die synoptischen Evangelien, ihr Ursprung und geschichtlicher Charakter. Engelmann, Leipzig 1863.
- Die Pastoralbriefe, kritisch und exegetisch behandelt. Engelmann, Leipzig 1880.
- mit Richard Otto Zoepffel: Lexikon für Theologie und Kirchenwesen. Lehre, Geschichte und Kultus, Verfassung, Bräuche, Feste, Sekten und Orden der christlichen Kirche, das Wichtigste aus den übrigen Religionsgemeinschaften. Bibliographisches Institut, Leipzig 1882.
- Lehrbuch der historisch-kritischen Einleitung in das Neue Testament. Mohr, Freiburg im Breisgau 1885, 3. Auflage 1892.
- Lehrbuch der neutestamentlichen Theologie. 2 Bde. Mohr, Freiburg im Breisgau 1897.
- Richard Rothe’s speculatives System. Mohr, Freiburg im Breisgau u. a. 1899.
- Die Synoptiker. Dritte, gänzlich umgearbeitete Auflage. Hand-Commentar zum Neuen Testament I/1. Mohr, Tübingen u. a. 1901.
- Die Entstehung des Neuen Testaments. Mohr, Tübingen 1904 (2. Auflage 1911).